# Kunstpreis der Landeshauptstadt München
Der Kunstpreis der Landeshauptstadt München wird alle drei Jahre für das herausragende Gesamtwerk von Künstlern im Bereich Bildende Kunst und Fotografie verliehen, die München als Kunststadt Geltung und Ansehen verschaffen. Er ist mit 10.000 Euro dotiert.
In erster Linie soll ein künstlerisches Werk oder eine künstlerische Persönlichkeit ausgezeichnet werden. Im Ausnahmefall können auch Persönlichkeiten gewürdigt werden, die besondere Leistungen in Wissenschaft und Lehre und für die Kunstvermittlung erbracht haben. Für den Förderpreis kommen nur Künstler bzw. Teams in Betracht, die in München oder der Region München leben bzw. deren Schaffen mit dem Kulturleben Münchens eng verknüpft ist.
Vorschlagsrecht hat eine vom Münchner Stadtrat alle zwei Jahre neu einzuberufende Kommission, die aus Fachjuroren und Mitgliedern des Stadtrats besteht.
Ausgezeichnet werden Künstlerinnen und Künstler, die in der Region München leben. Vorschlagsrecht hat eine vom Stadtrat berufene Kommission, bestehend aus sechs Fachjurorinnen und -juroren sowie fünf Mitgliedern des Stadtrats.
Der Kunstpreis wird alternierend mit dem Architekturpreis und dem Designpreis der Landeshauptstadt München vergeben.
Er ist die höchste städtische Auszeichnung in dieser Sparte.

## Preisträger
- 2025: Cana Bilir-Meier[2]
- 2022: Cosy Pièro[3]
- 2019: Barbara Gross[4]
- 2016: Eva Leitolf[1]
- 2013: Stephan Dillemuth
- 2010: Michaela Melián
- 2008: Stephan Huber
- 2005: Olaf Metzel
- 2002: Beate Passow
- 1999: Bodo Buhl
- 1997: Urs Lüthi
- 1995: Herbert Peters
- 1993: Rudolf Tröger
- 1992: Rudolf Wachter
- 1986: Karl Imhof
- 1944: Käte Krakow[5]

## Weblink
- Kunstpreis der Landeshauptstadt München